# 与倉喜平
与倉 喜平（よくら きへい、1865年11月2日（慶応元年9月15日）- 1919年（大正8年）6月1日）は、日本の陸軍軍人。最終階級は陸軍中将、宮崎県出身。旧姓・中万。

## 人物
日向国（宮崎県）で中万弥九郎の二男として生まれる。1894年（明治27年）5月、故与倉知実陸軍中佐の長女・幹（みき）と結婚し与倉家の家督を相続した。
陸軍士官学校（旧10期）、陸軍大学校（11期）を卒業後、累進して1907年（明治40年）歩兵第1連隊付（中佐）となり、のち陸軍歩兵大佐に昇進して同連隊長を拝命する。その後、中清派遣隊司令官等を経て陸軍少将となり、歩兵第35旅団長や陸軍士官学校校長（第20代）を務めた。1918年（大正7年）7月24日に陸軍中将になったが、翌年待命中に卒去した。

## 経歴
- 1888年（明治21年）7月28日 – 陸軍士官学校（旧10期） 卒業[2]
- 1888年（明治25年）12月 – 陸軍大学校（11期） 入学[2]
- 1907年（明治40年）11月5日 – 補 歩兵第1連隊付[4]
- 歩兵第1連隊長（陸軍歩兵大佐）
- 1912年（明治45年）3月5日 – 補 中清派遣隊司令官[2][5]
- 1913年（大正2年）9月30日 – 任 陸軍少将、補 歩兵第35旅団長[2][6]
- 1915年（大正4年）2月15日 – 補 陸軍士官学校 校長[2][7]
- 1918年（大正7年）7月24日 – 任 陸軍中将[2][8]
- 1919年（大正8年）
  - 1月15日 – 待命[2]
  - 6月1日 – 卒去[2]

## 栄典
位階
- 1913年（大正2年）1月30日 - 正五位[9]
- 1918年（大正7年）2月28日 - 従四位[10]
- 1919年（大正8年）6月1日 - 正四位[11]

勲章等
- 1905年（明治38年）11月30日 - 勲四等瑞宝章[12]